# Melanie Pereira
Melanie Pereira (Luxemburgo, 1996) é uma realizadora portuguesa que desenvolve o seu trabalho em torno das migrações portuguesas, sobretudo no contexto da imigração portuguesa para o Luxemburgo. Ativista feminista, desenvolve ainda vários trabalhos artísticos em torno da luta pelos direitos das mulheres e as mulheres portuguesas no cinema em Portugal.

## Biografia
Pereira nasce no seio de uma família de migrantes oriundos de Barreiro de Besteiros e Tourigo, Tondela, imigrados para o Luxemburgo na década de 90.  Em 2015, muda-se para o Porto para iniciar a licenciatura em Cinema e Audiovisual na Escola Superior Artística do Porto. É detentora do grau de mestre em Cinema pela Universidade da Beira Interior e é parte integrante da equipa do Festival Porto/Post/Doc. Melanie identifica-se como ativista feminista.

## Filmografia
- 2023 - As Melusinas à Margem do Rio[4]
- 2021 - Lugares de Ausência[5]
- 2020 - Memória Descritiva
- 2019 - Nos Jardins do Barrocal
- 2018 - Aos meus pais[1][6]

## Prémios e Reconhecimentos
- As Melusinas à Margem do Rio foi premiada com:
  - Prémio HBO Max para Melhor Filme da Competição Portuguesa, no Festival DocLisboa (2023);[4]
  - Prémio Escolas ETIC para Melhor Filme da Competição Portuguesa, no Festival DocLisboa (2023);[4]
  - Prémio Midas Filmes e Doclisboa para Melhor Primeiro Filme Português no Festival DocLisboa (2023);[4]
  - Prémio Melhor Filme, na categoria Decomentário, da secção competitiva nacional, no Festival de Cinema Porto Femme (2024).[7]
- Lugares de Ausência foi premiada com:
  - Prémio na categoria "Talento Emergente", no Arquiteturas Film Festival (2022);[8]
  - Selecionado para a Competição Nacional do Festival DocLisboa (2021);[2]
- Aos meus pais foi premiada com:
  - Prémio Especial do Júri Verdes Anos, no Festival DocLisboa (2018);[9]

Em 2023, integra o programa de residências La Factory des Cinéastes, organizado pela Quinzena de Realizadores de Cannes.